# WWF Australia

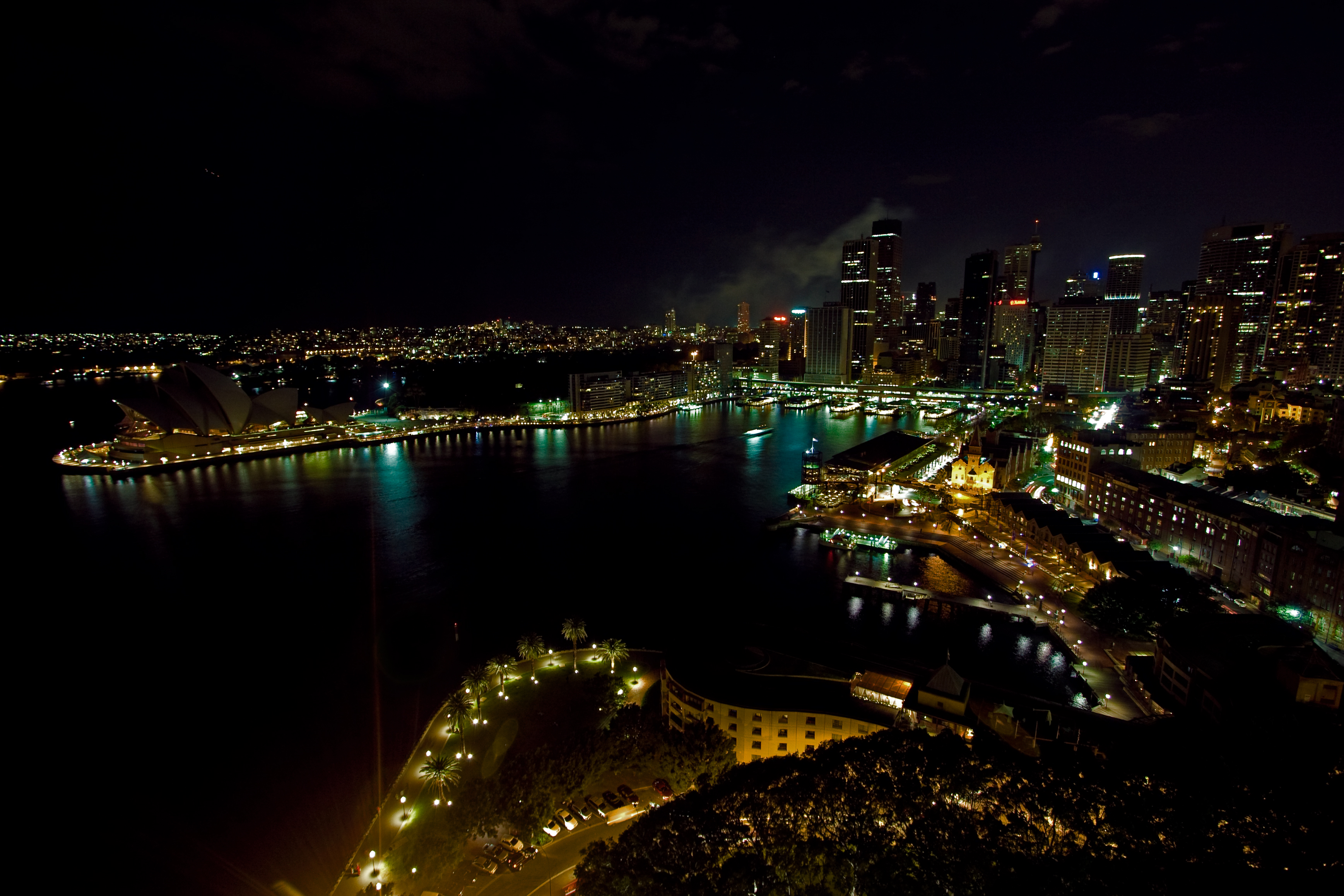
Earth Hour 2008 in Sydney

Der WWF-Australia ist eine nationale Sektion des World Wide Fund For Nature. Die Organisation mit Sitz in Sydney wurde 1978 gegründet und setzt sich in Australien und im Südpazifik für den Schutz der Biosphäre ein. Bekanntheit erreichte der WWF-Australia durch die Earth Hour, die 2007 erstmals stattfand. Ziel der Kampagne ist es, dass Menschen weltweit für eine Stunde das elektrische Licht ausschalteten, um auf das Problem des Klimawandels hinzuweisen. Daraus entwickelte sich eine weltweite Kampagne, die 2016 in 178 Ländern stattfand.

## Organisation
Der WWF-Australia wird von rund 50.000 Personen finanziell unterstützt, durch einen Vorstand von Direktoren geführt und hat 80 sogenannte Governors. Es gibt des Weiteren ein Verwaltungsteam und 100 Angestellte, die in Naturschutzprogrammen, Außeneinsätzen, Spendensammlungen und in administrativen Aufgaben tätig sind.
Der WWF-Australia legt seine Ziele in Fünfjahresplänen fest. Darin enthalten sind aktuell der Schutz des Great Barrier Reef, der Biosphäre der südwestlichen australischen Region, des Regenwaldes im Landesinneren von Borneo, der Meereswelt des sogenannten Coral Triangle und Südwest-Pazifik, ferner für die Entwicklung einer Nachhaltigkeit der Meeresfischerei und des Klimawandels.

## Geschichte
Die Gründung erfolgte am 29. Juni 1978 in Sydney und die erste jährlich stattfindende Versammlung fand 1979 im Sydney Opera House statt. In den ersten Jahren nach ihrer Gründung widmete sich der WWF-Australia vor allem dem Schutz der nationalen Tierwelt und gründete 1987 ein Beobachtungsprogramm, um den illegalen Handel von Wildtieren und deren Produkten zu unterbinden, dabei wurden auch Agenturen in Neuseeland und im Südpazifik gegründet. 1999 war der Einfluss des WWF-Australia so bedeutsam, dass das für den Umwelt-Schutzprogramm bedeutende australische Gesetz Environment Protection and Biodiversity Conservation (EPBC) Act verabschiedet wurde.
In den 2000er Jahren führte der Verein Kampagnen zum Meeresschutz durch, darunter zum Schutz des Great Barrier Reef und das Ningaloo Reef. Der Verein erreichte, dass die australische Regierung 2004 den geschützten Gebietsanteil des Great Barrier Reef von damals 4,6 auf 33 % erhöhte. Weitere Initiativen zum Schutz der Landschaften in australischen Bundesstaaten wie Küsten-, Feuchtgebiete und Regenwälder wurden initiiert. In den 2000er Jahren setzte sich der WWF-Australia außerdem erfolgreich für das Verbot einer Ausbeutung von Rohstoffen in der Antarktis ein. In Queensland engagierte sich der WWF-Australia für die Begrenzung der Landrodung durch die Holz- und Landwirtschaft. Der bedeutsame und ursprünglich erhaltene Regenwald in Tasmanien in der Tarkineregion wurde nach eine WWF-Kampagne geschützt.
2007 initiierte der Verein die Earth Hour, an der zwei Millionen Menschen und 2.000 Unternehmen im Großraum von Sydney das Licht eine Stunde lang ausschalteten. Ziel war es, das Bewusstsein für den Klimawandel insbesondere in Australien zu steigern. Diese Kampagne weitete sich im Verlauf der kommenden Jahre zu einer weltweiten Initiative aus.
Weitere Kampagnen zum Schutz der Biosphäre umfassten 2007 Macquarie Island, wobei die heimische Tierwelt vor der zugewanderten Tierwelt geschützt werden musste, und den Ausweisungen von Meeresschutzgebieten, wie die 180.000 km² großen Prince Edward Islands Marine Protected Areas im Südpazifik.